# Trun (Zwitserland)
Trun (tot 1943 officieel in het Duits Truns; Italiaans (verouderd): Tronte) is een gemeente en plaats in het Zwitserse kanton Graubünden, en maakt deel uit van het district Surselva.
Trun telt 1269 inwoners.